# Atar Lebar (Suoh)
Atar Lebar is een bestuurslaag in het regentschap Lampung Barat van de provincie Lampung, Indonesië. Atar Lebar telt 1487 inwoners (volkstelling 2010).